# December, 1963 (Oh, What a Night)
December, 1963 (Oh, What a Night) è un singolo del 1975 del gruppo statunitense The Four Seasons
Si tratta della canzone di maggior successo nella storia della band la quale, dopo un periodo di insuccesso commerciale, si è riaffermata sul mercato globale grazie al brano che è giunto in vetta alle classifiche statunitensi, britanniche, canadesi e sudafricane, vendendo milioni di dischi in tutto il mondo.
Il brano, facente parte dell'album Who Loves You (1975) ha segnato l'inizio (assieme all'altro singolo di successo Who Loves You) di una nuova era, improntata sulla disco music, della band. Quest'ultima aveva in precedenza cambiato radicalmente la formazione lasciando solamente Bob Gaudio e Frankie Valli come membri fissi.

## Il brano
Scritto dal tastierista della band Bob Gaudio e dalla sua futura moglie Judy Parker, il brano fu prodotto dallo stesso Gaudio ed incluso nell'album Who Loves You del 1975.
La voce principale è quella del batterista Gerry Polci, con il frontman Frankie Valli presente nelle sezioni di bridge e nel coro; il bassista Don Ciccone canta invece nella parte in falsetto.
Secondo Bob Gaudio, coautore del brano, il brano avrebbe dovuto essere ambientato nel 1933 e avere come titolo December 5th, 1933, per celebrare l'abrogazione del proibizionismo, ma fu cambiato a causa della volontà di Frankie Valli e del paroliere Parker di intendere il singolo come un nostalgico ricordo della prima relazione di un giovane uomo con una donna, e, più specificamente, del corteggiamento di Gaudio nei confronti di sua moglie, Judy Parker.

## Formazione
- Gerry Polci – batteria, voce solista
- Frankie Valli – cori, voce solista
- Don Ciccone – cori, basso, voce solista
- John Paiva – chitarra elettrica
- Lee Shapiro – tastiere, sintetizzatori, arrangiamenti di fiati e archi
- Bob Gaudio – tastiere, produttore